# Cantó de La Capèla de Marival
El cantó de La Capèla de Marival és un cantó francès del departament de l'Òlt, situat al districte de Fijac. Té 19 municipis i el cap és La Capèla de Marival.

## Municipis
- Albiac
- Anglars
- Ainac
- Lo Borg
- Lo Boisson
- Cardalhac
- Espeirós
- Aissendolús
- La Batuda
- La Capèla de Marival
- Lèime
- Molièras
- Rudèla
- Ruèiras
- Sent Berçon
- Senta Colomba
- Sent Maurice de Carcin
- Teminas
- Teminetas

## Història
| Data d'elecció                           | Identitat         | Partit | Qualitat |
| ---------------------------------------- | ----------------- | ------ | -------- |
| 1961-1985                                | George Cazard     | PS     |          |
| 1985-1992                                | Jean Gauzin       | UDF    |          |
| 1992-                                    | George Frescaline | PRG    |          |
| les dades anteriors no són pas conegudes |                   |        |          |
|                                          |                   |        |          |

## Demografia
| 1962  | 1968  | 1975  | 1982  | 1990  | 1999  | 2006  |
| ----- | ----- | ----- | ----- | ----- | ----- | ----- |
| 6.433 | 7.068 | 7.000 | 7.058 | 6.720 | 6.142 | 6.494 |